# Lexis Numérique
Lexis Numérique est un studio de développement de jeux vidéo français fondé en 1990 par Eric Viennot, Marie Sanchis et José Sanchis. Il est à l'origine de nombreux jeux ludo-éducatifs dont Les Aventures de l'Oncle Ernest. Ce studio s'est distingué en 2003 en créant la série In memoriam - un concept de jeu d'aventure à la convergence du cinéma, de l'Internet et du jeu vidéo - et le jeu d'aventure eXperience 112.
À la suite de difficultés financières l'entreprise annonce sa fermeture le 16 juin 2014.

## Historique
Le 25 novembre 2013, à la suite de difficultés financières, Lexis Numérique annonce son intention de se placer en procédure de sauvegarde ,.
Le 16 juin 2014, la société est placée en liquidation judiciaire et le 18 juillet 2017 est prononcée la clôture pour insuffisance d'actif.

## Liste des jeux vidéo développés

### Les Aventures de l'oncle Ernest

#### Série principale
- 1998 : L'Album secret de l'oncle Ernest
- 1999 : Le Fabuleux Voyage de l'oncle Ernest
- 2000 : L'Île mystérieuse de l'oncle Ernest
- 2003 : Le Temple perdu de l'oncle Ernest
- 2004 : La Statuette maudite de l'oncle Ernest

#### SérieBidule
- 2002 : La Boîte à bidules de l'oncle Ernest
- 2003 : Le Bidulo Trésor de l'oncle Ernest
- 2004 : Big Bang Bidule chez l'oncle Ernest
- 2006 : La Boîte à bidules : Mission bidule WX-755

### Arc-en-ciel
- 1998 : Arc-en-ciel : Le plus beau poisson des océans (PC)
- Arc-en-ciel et la baleine (PC)
- Arc-en-ciel et Colinot le farceur (PC)
- Arc-en-ciel et le lagon merveilleux (PC)
- Arc-en-ciel : La Grande fête des océans (PC)
- Arc-en-ciel : L'Anniversaire de Kraktor (PC)

### Alexandra Ledermann
- 2003 : Alexandra Ledermann 4 : Aventures au haras (PC)
- 2004 : Alexandra Ledermann 5 : L'Héritage du haras (PC)
- 2005 : Alexandra Ledermann 6 : L'École des champions (PC, PlayStation 2)
- 2006 : Alexandra Ledermann 7 : Le Défi de l'étrier d'or (PC)
- 2008 : Alexandra Ledermann 8 : Les Secrets du haras (PC)

### In memoriam
- Série In memoriam
  - 2003 : In memoriam (PC)
  - 2004 : In memoriam : La Treizième Victime (PC)
  - 2006 : In memoriam : Le Dernier Rituel (PC)

### C'est pas sorcier
- 2005 : C'est pas sorcier : Mystérieuse disparition en Amazonie (PC)
- 2006 : C'est pas sorcier : Menace sur le volcan Tamakou (PC)
- 2007 : C'est pas sorcier : Danger sur la barrière de corail (PC)

### Léa passion
- 2007 : Léa Passion : Mode (PC)
- 2008 : Léa Passion : Star de la danse (Nintendo DS)
- 2008 : Léa Passion : Star de la mode (Nintendo DS)

### Papyrus
- 1999 : Papyrus : La Malédiction de Seth (PC)
- 2001 : Papyrus : Le Secret de la cité perdue (PC)
- 2001 : Papyrus : La Vengeance d'Aker (PC)

### Boule et Bill
- 2002 : Boule et Bill : Boule a rétréci (PC)
- 2003 : Boule et Bill : Au voleur !!! (PC)

### Jeux Disney
- 2004 : The Jungle Book: Key Stage 1 & 2 (PC), adapté du film Livre de la jungle
- 2004 : Le Roi lion : Timon et Pumba (PC), adapté du film Roi Lion 3 : Hakuna Matata

### Justine
- Justine et l'étrange animal
- Justine et la pierre de feu
- Justine et l'île aux fruits rouges
- Justine et l'étoile verte

### Autres jeux
- 1999 : Itacante : la Cité des robots (PC)
- 2001 : Alice au pays des merveilles (PC)
- 2001 : La Belle ou la bête (PC)
- 2002 : E.T.: Away From Home (PC)
- 2005 : InCrazyBall (PC)
- 2005 : Alice au pays des merveilles (PC)
- 2006 : The Charlton's Fashion Academy (PC)
- 2007 : eXperience 112 (PC)
- 2007 : Les Copains de la forêt : Au secours, il n'y a plus d'eau ! (PC)
- 2008 : Mr. Slime Jr. (Nintendo DS)
- 2009 : Chaos à la maison (Wii)
- 2009 : Metropolis Crimes (Nintendo DS)
- 2009 : Apprends avec les PooYoos (WiiWare)
- 2009 : Au pays des PooYoos : Activités d'éveil (Nintendo DS)
- 2009 : Home Designer (Nintendo DS)
- 2010 : Tales of Elasctic Boy (WiiWare)
- 2011 : Red Johnson's Chronicles (PlayStation 3 (Playstation Network))
- 2011 : Amy (Xbox 360, PlayStation 3, PC) (d'abord connu sous le nom de The 7th Seal, et développé par le studio Vector Cell).
- 2012 : Alt-minds (PC, Tablette Tactile, Smartphone, en partenariat avec Orange, d'abord connu sous le nom de Twelve)
- NC : Brooklyn Stories (Xbox 360, PlayStation 3, PC)